# Calatañazor
Calatañazor – gmina w Hiszpanii, w prowincji Soria, w Kastylii i León, o powierzchni 64,82 km². W 2011 roku gmina liczyła 66 mieszkańców.